# مارك كولومبو
مارك كولومبو (بالإنجليزية: Marc Colombo)‏ هو لاعب كرة قدم أمريكية أمريكي، ولد في 8 أكتوبر 1978 في Bridgewater, Massachusetts ‏ في الولايات المتحدة.

## وصلات خارجية
- الموقع الرسمي
- مارك كولومبو على موقع مرجع كرة القدم المحترفة.كوم (الإنجليزية)